# 그리프 (가수)
그리프(Griff, 2001년 1월 21일 ~ )는 잉글랜드의 싱어송라이터이다. 2021 브릿 어워드 라이징 스타상 수상자이다.

## 음반 목록

### 믹스테잎
- One Foot in Front of the Other (2021)

### EP
- The Mirror Talk (2019)